# يوشياكي ساكاوزاكي
يوشياكي ساكاوزاكي (باليابانية: 坂崎 義明) (مواليد 15 مايو 1974)، هو لاعب كرة قدم سابق كان يلعب كمدافع.